# Фертесентмиклош
Фертесентмиклош (мађ. Fertőszentmiklós) је град у северној Мађарској, у жупанији Ђер-Мошон-Шопрон (Győr-Moson-Sopron megye). 

## Географија
Фертесентмиклош се налази на Малој равници и део је Трансдунавског региона. Има популацију од 3.854 становника (2015). Фертесентмиклош је веома добро лоциран јер је близу мађарско-аустријске границе.
Поток Иква, који протиче кроз град, дели некада одвојена насеља на два дела. То се огледа и у двојности назива насеља, који је постојао до 1905. године, када су насеља спојена. Звали су се Сентмиклош и Сердахељ.

## Историја
Први пут се помиње 1228. године као Тера Невег. У време Татарских освајања становништво је скоро нестало, пошто су у селу су били насељени рибари, њихов заштитник је био Свети Никола. Место се поново помиње у повељи из 1274. године са писаним обликом „esslesia S. Nicolai”. Подручје западно од Икве помиње се 1261. године, а име му је написано као Вила Шередахел (Villa Sceredahel).
Године 1898. добио је име Фертосентмиклош-Сердахељ, а затим 1905. године Фертесентмиклош.

## Демографија
Током пописа 2011. године, 89,8% становника се изјаснило као Мађари, 0,2% као Роми, а 3,4% као Немци (10% се није изјаснило, због двојног држављанства, укупан број може бити већи од 100%).
Верска дистрибуција је била следећа: римокатолици 75,5%, реформисани 1,1%, лутерани 1,3%, гркокатолици 0,1%, неденоминациони 3,4% (18,3% се није изјаснило).